# Harri-jasotze

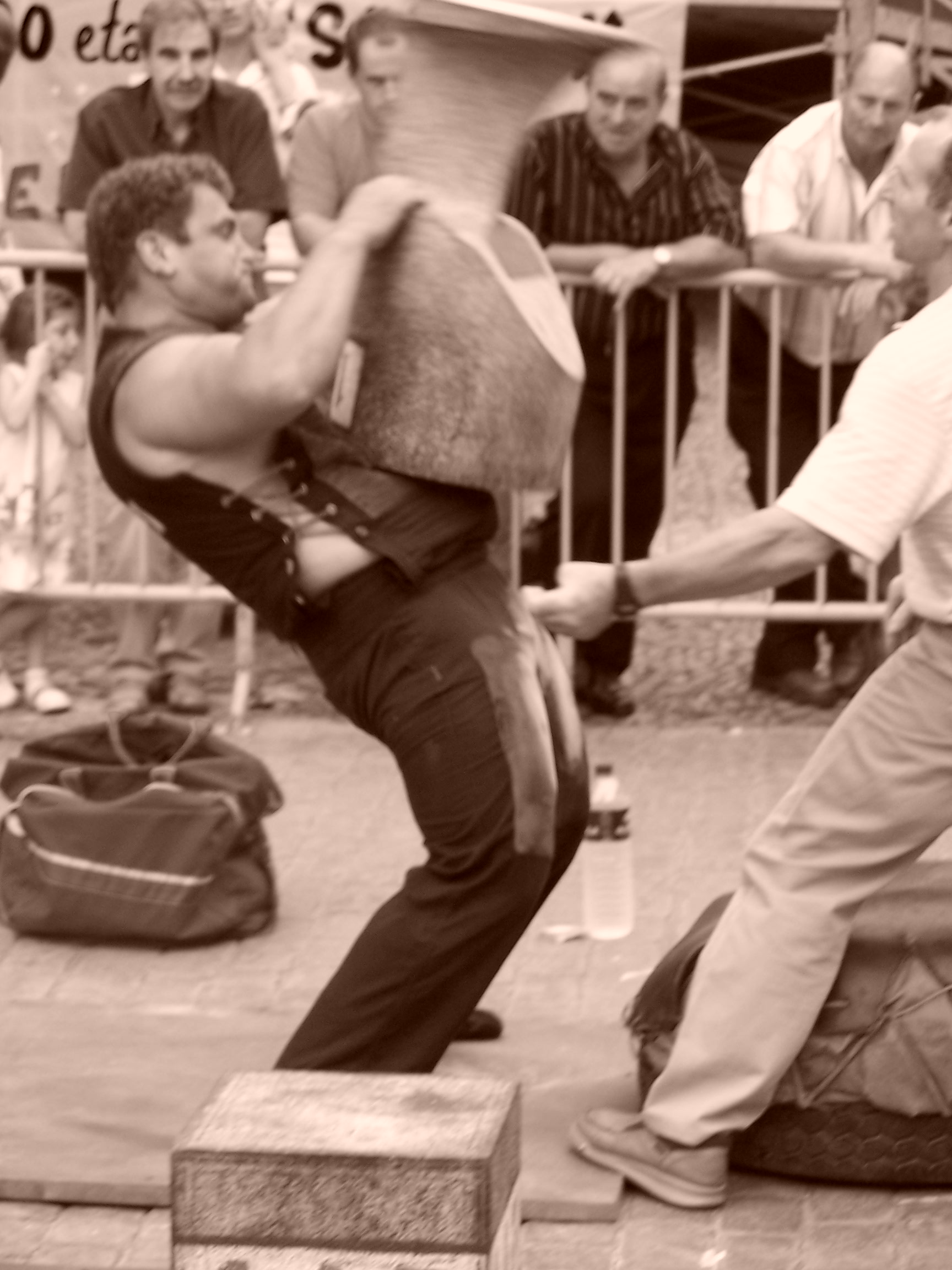
Harrijasotzaile en acción.

Harrijasotzea o harrijasoketa (compuesta del euskera harri 'piedra' y jaso 'levantar') es el nombre que recibe la modalidad de levantamiento de piedras, propia del deporte rural vasco y que se practica en los territorios denominados tradicionalmente como Euskal Herria y en la que dos jugadores compiten por levantar un número superior de veces piedras de diferentes formas, dimensiones y pesos determinados.
Levantamiento de piedras-harri-jasotze.

## Historia y características
A principios del siglo XX se realizó la reglamentación de los pesos de las piedras, normalmente fabricadas en granito denso, para levantar distinguiéndose cuatro formas geométricas: cilíndrica, cúbica, esférica y con forma de paralelepípedo rectángulo. 
La forma cilíndrica es reservada para los pesos más pequeños de 100, 112,5 y 125 kg, mientras que la piedra cúbica y rectangular oscila entre 125 y 212,5 kg.
La piedra esférica o bola se trabaja en pesos equivalentes a 112,5 y 125 kg.
La piedra de color oscuro o harri beltza es una de las más apreciadas como material de fabricación, proviniendo principalmente de las canteras de Zumárraga y Lastur.

## Récords
Uno de los harrijasotzaile campeón más célebre es Iñaki Perurena quien en 1999 alcanzó el récord de 1000 levantamientos continuos de una piedra de 100 kg en 5 h, 4 minutos y 46 segundos. Fue el primer levantador que alzó piedras de 300 o más kg, llegando en 1994 a 322 kg. Mieltxo Saralegi, de Leiza como Perurena, ostenta el récord actual (329 kg), obtenido en 2001.

### Masculino
- Mieltxo Saralegi - piedra de 329 kg (récord actual)

### Femenino
- Idoia Etxeberria Ikutza - piedra de 163,4 kg.[2]